# Pekao Open 1996
Il Pekao Open 1996 è stato un torneo di tennis facente parte della categoria ATP Challenger Series nell'ambito dell'ATP Challenger Series 1996. Negli anni precedenti si erano giocati sugli stessi campi tornei del circuito satellite polacco, questa è stata la 4ª edizione del torneo, la prima del circuito Challenger. Si è giocato a Stettino in Polonia dal 27 maggio al 2 giugno 1996 su campi in terra rossa.

## Vincitori

### Singolare
Jimy Szymanski ha battuto in finale  Nuno Marques con il punteggio di 2–6, 6–3, 6–3.

### Doppio
Tom Vanhoudt /  Fernon Wibier hanno battuto in finale  Emanuel Couto /  Nuno Marques con il punteggio di 6–1, 6–1.